# Procedurdeckare
Procedurdeckare är en undergenre inom deckaren.
Dessa deckare följer den vanliga polisens arbete, snarare än påhittade amatördetektiver, vilket betyder mer samarbete, och mer ihärdighet än skarpsinne. 
Amerikanen Hillary Waugh var bland de första som skrev realistiska polisdeckare; Ed McBain är med sina mer än 50 romaner om polisen Steve Carella och hans kollegor i 87:e distriktet en av de mest produktiva författarna i genren. Sjöwall Wahlöös 10 böcker om teamet kring kommissarie Martin Beck och Olov Svedelids böcker om Roland Hassel är två svenska exempel från den här genren.
Samtidigt behöver procedur-deckare inte nödvändigtvis handla om poliser, utan de kan handla om kriminaltekniker (till exempel TV-serien CSI), journalister (till exempel Liza Marklunds böcker) eller advokater (till exempel Perry Mason-böckerna/filmerna). Eftersom den här subgenren kräver så mycket faktakunskaper, har författarna själva ofta en bakgrund inom det yrke de skildrar.